# 가브리엘 라쥐르
가브리엘 라쥐르(프랑스어: Gabrielle Lazure, 1957년 4월 28일 ~ )는 캐나다의 배우이다.
필라델피아에서 태어났다.

## 영화
- 밤임에도 불구하고 (2015년)
- 미친개들 (2015년)
- 다운 더 쇼 (2011년) - 브리지트 리뷰 역
- 해피 이벤트 (2011년) - 에디트 역
- 마이 플레이스 위드 더 선 (2007년)
- 아름다운 도시의 밤 (2006년)
- 패신저 (2005년)
- 크림슨 리버 2 - 요한 계시록의 천사들 (2004년)
- 약제사 (2003년)
- 즐거운 나의 집 (2001년) - 나레이터 역
- 나이트월드 - 사라진 30년 (1998년)
- 마지막 모험 (1991년)
- 프랑스 대혁명 (1989년)
- 오너 바운드 (1988년)
- 조슈아 스캔들 (1985년)
- 아름다운 포로 (1983년)